# Pericyma cruegeri
Pericyma cruegeri là một loài bướm đêm trong họ Erebidae.